# Morasnig
Morasnig, Morasnik o Moracnich (in croato Moračnik) è un'isoletta disabitata a nord-ovest di Meleda, nel mare Adriatico, in Croazia. Amministrativamente appartiene al comune della città di Meleda, nella regione raguseo-narentana.

## Geografia
L'isola è situata a sud-est di punta Rastuppa (rt Stupa) e a nord dell'ingresso all'insenatura di Porto Palazzo (luka Polače). Morasnig ha una forma irregolare; ha una superficie di 0,234 km², lo sviluppo costiero di 2,73 km e un'altezza massima di 75,4 m
Isole adiacenti: 
- Školjić, piccolo scoglio tra Morasnig e punta Rastuppa con un'area di 562 m²[7] 42°47′54″N 17°23′54″E.
- Taino[11], Taina[8] o Tainich[6] (Tajnik), isolotto disabitato a sud di Morasnig, con una superficie di 0,094 km², uno sviluppo costiero di 1,34 km[1] e l'altezza massima di 58,1 m[2] 42°47′30″N 17°23′56″E.
- Orata[8][12], Ovrat[6] o Uchliata[4] (Ovrata), scoglio stretto e allungato a est di Morasnig con una superficie di 0,036 km²[1] 42°47′38″N 17°24′29″E.
- Cobrava (Kobrava), a sud-est.

### Cartografia
- (HR) Mappa topografica della Croazia 1:25000, su preglednik.arkod.hr. URL consultato il 6 marzo 2017.
- G. Giani, Carta prospettiva delle Comuni censuarie della Dalmazia, foglio 12, 1839. Fondo Miscellanea cartografica catastale, Archivio di Stato di Trieste.
- Carta di cabottaggio del mare Adriatico, foglio XI, Milano, Istituto geografico militare, 1822-1824. URL consultato il 16 febbraio 2017 (archiviato dall'url originale il 13 aprile 2013).